# Wen-yi Huang
Wen-yi Huang (1987) is een golfprofessional uit de Volksrepubliek China.

## Amateur
Als amateur deed hij in 2009 mee aan het Aziatisch Amateur Kampioenschap op de Mission Hills Golf Club.

## Professional
Bij de eerste editie van de Shanghai Masters in 2011 eindigde hij op de 22ste plaats. Rory McIlroy won de play-off van Anthony Kim.
 In 2012 was hij een van de twee Chinezen die bij het China Open zich voor het weekend kwalificeerde.